# Shapingba
Shapingba (kinesiska: 沙坪坝区, 沙坪坝)  är ett inre stadsdistrikt i storstadsområdet Chongqing i sydvästra Kina. 

## Administrativ indelning
Distriktet är indelat i 21 stadsdelsdistrikt och fem köpingar.
Stadsdelsdistrikt (jiedao):

- Chenjiaqiao (陈家桥街道)
- Ciqikou (磁器口街道)
- Fengwen (丰文街道)
- Geleshan (歌乐山街道)
- Huxi (虎溪街道)
- Jingkou (井口街道)
- Lianfang (联芳街道)
- Shandong (山洞街道)
- Shapingba (沙坪坝街道)
- Shijingpo (石井坡街道)
- Shuangbei (双碑街道)
- Tanjiagang (Qinjiagang) (覃家岗街道)
- Tianxingqiao (天星桥街道)
- Tongjiaqiao (童家桥街道)
- Tuwan (土湾街道)
- Tuzhu (土主街道)
- Xianglushan (香炉山街道)
- Xiaolongkan (小龙坎街道)
- Xinqiao (新桥街道)
- Xiyong (西永街道)
- Yubeilu (渝碚路街道)

Köpingar (zhen):

- Fenghuang (凤凰镇)
- Huilongba (回龙坝镇)
- Qingmuguan (青木关镇)
- Zengjia (曾家镇)
- Zhongliang (中梁镇)